# Szalvai Mihály
Szalvai Mihály (helyenként Szalvay) (Zagyvaróna, 1899. augusztus 23. – Budapest, 1955. november 21.) honvéd altábornagy, országgyűlési képviselő.

## Élete
Eredeti szakmája kőműves volt. Legénységi állományban harcolt az első világháborúban. 1917-ben bekapcsolódott a munkásmozgalomba. 1918-ban lépett be a KMP-be. A Tanácsköztársaság alatt a Vörös Hadseregben harcolt. A Tanácsköztársaság bukása után, 1920-ban 15 évi fegyházra ítélték, de a börtönből 1920-ban Nyugat-Európába szökött. 1936-bán a spanyol polgárháborúban önkéntesként csatlakozott a nemzetközi brigádokhoz és hamarosan azok egyik vezetője lett. A spanyol köztársaság bukása után a francia hatóságok Afrikába internálták, a szovjet kormány közbenjárására azonban szabadon engedték. 1943-ban a Szovjetunióba utazott, és részt vett a honvédő háborúban. 1944-ben ejtőernyős partizánként Jugoszláviában harcolt. 1945 után hazatért Magyarországra és magas katonai tisztségeket töltött be a Magyar Néphadseregben. A Határőrség parancsnoka volt 1948. február 16-tól 1949. december 31-ig. 1954-től országgyűlési képviselő lett.

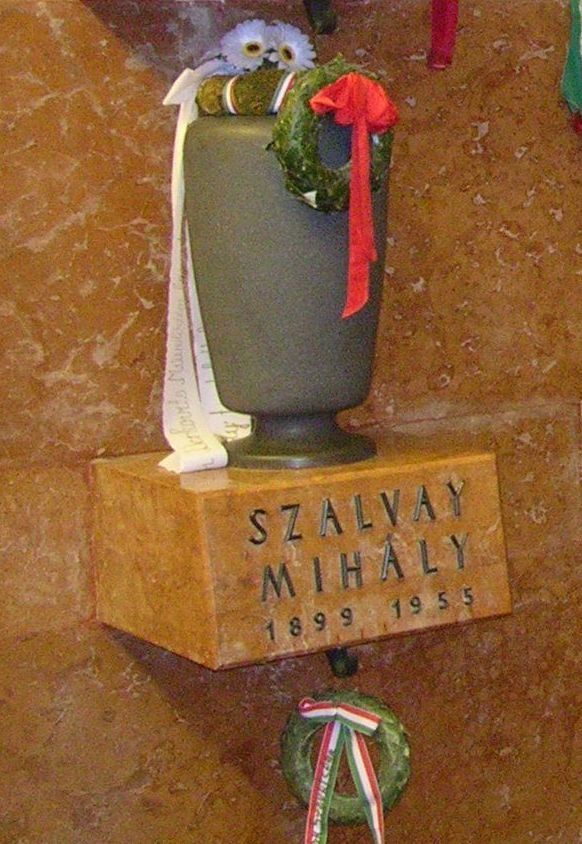
Urnája a Fiumei úti sírkertben (13. parcella. Munkásmozgalmi mauzóleum, Földszinti terem. Alsó sor 12

## Emlékezete
1971-ben felállították mellszobrát szülőfalujában, Zagyvarónán a kultúrház melletti parkban. 1990-ben azt piros és fehér nitrófestékkel leöntötték. Ekkor áthelyezték a Nógrádi Történeti Múzeumba, majd 2002-ben a Szoborparkba került.
Több városban utcát neveztek el róla, néhány településen (Győr, Vecsés) ezek még 2019-ben is ezt a nevet viselik.